# 物部乎刀良
物部 乎刀良（もののべ の おとら、生没年不詳）は、奈良時代の防人。

## 経歴・人物
上総国山辺郡の人物。天平勝宝7歳（755年）2月、防人として筑紫に派遣された際、母を思い詠んだ歌が『万葉集』に1首のる。

## 歌
- 我が母の 袖もち撫でて 我が故に 泣きし心を 忘らえぬかも[1]